# Villers-sur-Meuse
 Villers-sur-Meuse  es una población y comuna francesa, en la región de Lorena, departamento de Mosa, en el Distrito de Verdún y cantón de Souilly.

## Demografía
| 185 | 199 | 181 | 186 | 230 | 206 |
| Para los censos de 1962 a 1999 la población legal corresponde a la población sin duplicidades (Fuente: INSEE [Consultar]) |     |     |     |     |     |